# Barbara Luddy
Barbara Luddy (Great Falls, 25 maggio 1908 – Los Angeles, 1º aprile 1979) è stata una doppiatrice e attrice statunitense.

## Biografia
Ha caratterizzato specialmente dei personaggi Disney tra cui Lilli in Lilli e il vagabondo (1955), Serenella in La bella addormentata nel bosco (1959) e Kanga ne Le avventure di Winnie the Pooh (1977). 
Morì a Los Angeles, nel 1979 a 70 anni a causa di un cancro ai polmoni.

## Filmografia parziale
- An Enemy of Men, regia di Frank R. Strayer (1925)
- Sealed Lips, regia di Tony Gaudio (1925)
- Rose of the World, regia di Harry Beaumont (1925)
- Headin' North, regia di John P. McCarthy (1930)
- Lilli e il vagabondo (1955) - voce
- La bella addormentata nel bosco (1959) - voce
- La carica dei cento e uno (1961) - voce
- Robin Hood (1973) - voce
- Le avventure di Winnie the Pooh (1977) - voce

## Doppiatrici italiane
- Flaminia Jandolo in La bella addormentata nel bosco, Lilli e il vagabondo (ed. 1955)
- Rosetta Calavetta in Winnie-Puh l'orsetto goloso (dialoghi)
- Aurora Cancian in Le avventure di Winnie the Pooh
- Franca Dominici in Robin Hood (Mamma Coniglia)
- Miranda Bonansea in Robin Hood (Ma' Topo)
- Maria Cristina Brancucci in Winnie-Puh l'orsetto goloso (parti cantate)
- Margherita Buy in Lilli e il vagabondo (ed. 1997)
- Giò Giò Rapattoni in Once Upon a Studio (dialoghi d'archivio)